# سوفیا لوکا
سوفیا لوکا شهری است در شمالغربی اسلوونی.  وسعت این شهر ۴٫۵ کیلومتر مربع و جمعیت آن در سرشماری ۲۰۱۱، ۱۱٬۹۶۹ نفر اعلام شده است.